# Clarence Pinkston
Clarence Pinkston (Wichita (Kansas), Estados Unidos, 1 de febrero de 1900-Detroit, 18 de noviembre de 1961) fue un clavadista o saltador de trampolín estadounidense especializado en plataforma de 10 metros, donde consiguió ser campeón olímpico en 1920.

## Carrera deportiva
En las Olimpiadas de 1920 celebradas en Amberes ganó el oro en los saltos desde la plataforma y la plata desde el trampolín de 3 metros; cuatro años después, en los Juegos Olímpicos de 1924 celebrados en París (Francia) ganó la medalla de bronce en los saltos desde la plataforma de 10 metros, con una puntuación de 94 puntos, tras sus compatriotas los saltadores Albert White (oro con 97.4 puntos) y David Fall (plata con 97.3 puntos), y también ganó el bronce en los saltos desde el trampolín.